# The Gods of Mars
The Gods of Mars é um romance de fantasia científica escrito por Edgar Rice Burroughs, o segundo de sua famosa série Barsoom. Foi publicado pela primeira vez na revista pulp All-Story como uma série de cinco partes nas edições de janeiro a maio de 1913. Mais tarde foi publicado como um livro pela A.C. McClurg em Setembro de 1918. O livro foi lançado pela primeira vez no Brasil em 2012 pela Editora Aleph, a mesma que publicou o primeiro romance da série, "Uma Princesa de Marte" em 2010. É o segundo dos onze livros da série de ficção científica Barsoom, sobre as aventuras do John Carter no Planeta Marte.
No final do primeiro romance, John Carter é transportado contra a vontade de volta para a Terra. The Gods of Mars começa com sua chegada de volta em Barsoom (Marte), após uma separação de dez anos de sua esposa Dejah Thoris, seu filho não-nascido e o povo vermelho de Marte, da nação de Helium, que ele adotou como sua.

## Gêneros
Enquanto o romance é muitas vezes classificado como ficção científica,  é mais intimamente relacionado a romance planetário e espada e planeta, que possuem afinidades com a fantasia e a espada e feitiçaria; . Distingue-se pela sua inclusão de elementos científicos (ou pseudo-científicos). Tradicionalmente, romances planetários ocorrem na superfície de um mundo alienígena, e muitas vezes incluem lutas de espadas; monstros; elementos sobrenaturais, tais como: habilidades telepáticas (em oposição a magia); E culturas semelhantes a do Planeta Terra em épocas pré-industriais, especialmente com as estruturas sociais teocráticos ou dinásticas. Naves espaciais podem aparecer normalmente, mas não são fundamentais para a história; Esta é uma diferença fundamental da space opera, em que geralmente naves espaciais são fundamentais para a narrativa. Embora existam exemplos anteriores nos gêneros, A Princess of Mars e The Gods of Mars são os mais conhecidos, e eles foram uma influência dominante em autores posteriores.